# Christoph Friedrich Reinhold Lisiewsky

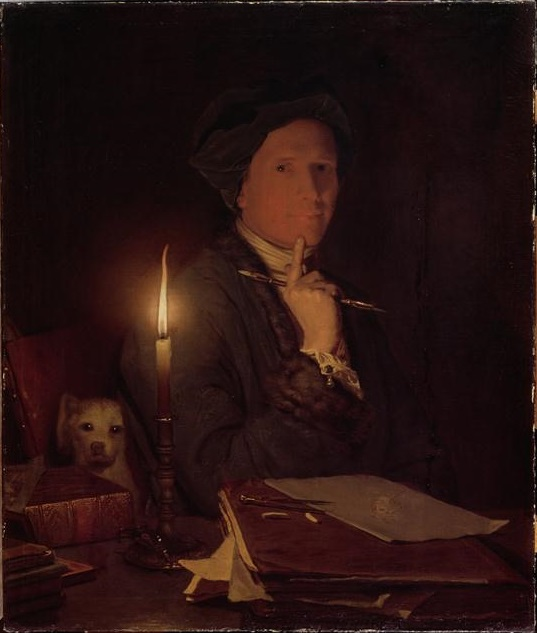
Selbstbildnis bei Kerzenlicht, ca. 1760

Christoph Friedrich Reinhold Lisiewsky, auch Lisiewski, oft fälschlich Christian Friedrich Reinhold L. (getauft 3. Juni 1725 in Berlin; † 11. Juni 1794 in Ludwigslust) war ein deutscher Maler.

## Leben
Christoph Friedrich Reinhold Lisiewsky gehörte einer Malerfamilie an, die sein polnischer Vater Georg Lisiewski, in Berlin gegründet hatte. Lisiewsky war von 1752 bis 1772 Hofmaler der Fürsten von Anhalt-Dessau. In jener Zeit bereiste er auch Dresden und Leipzig, um etwa Kaufleute und Theologen (u. a. auch Johann Sebastian Bach) zu porträtieren. Danach führte er in Berlin zusammen mit seiner Schwester Anna Dorothea Therbusch von 1773 bis 1779 ein Atelier, in welchem auch gemeinsame Arbeiten ausgeführt wurden. Seine andere Schwester war die Porträtmalerin Anna Rosina de Gasc. Nach einer sieben Jahre dauernden Schaffensperiode zog er 1778 weiter gen Norden: Als Nachfolger seines Neffen Georg David Matthieu wurde er Porträtmaler am mecklenburg-schwerinschen Fürstenhof in Ludwigslust. 18 Jahre lang wirkte er dort – bis zu seinem Tod. Seine Tochter ist die Malerin Friederike Julie Lisiewski.
Lisiewsky überzeugt aus heutiger Sicht mit seiner neuartigen, ganz eigenständigen Darstellungsweise auch im Vergleich mit anderen großen Bildnismalern des 18. Jahrhunderts – wie Antoine Pesne zuvor und Anton Graff nach ihm. Seine Porträtauffassung löste sich allmählich von den barocken Stereotypen der Inszenierung und Idealisierung. Durch seinen realistischen, teils naturalistischen Vortrag praktizierte Lisiewsky frühzeitig den Übergang zum Klassizismus. Seine von Porträtierten beschriebene, sorgfältige und aufwendige Arbeitsweise, die brillant ausgearbeitete Stofflichkeit und die genaue Wiedergabe der charakteristischen Physiognomie, Körpervolumina und -haltung führen zu einer nahezu greifbaren Präsenz des Dargestellten.
1783 wurde er Ehrenmitglied der Preußischen Akademie der Künste in Berlin. Seine Bemühungen, in Berlin als Hofmaler angenommen zu werden, fruchteten indessen nicht. Dies mag an seiner Produktivität gelegen haben: die Modelle mussten ihm 24 Tage zur Verfügung stehen.

## Werke

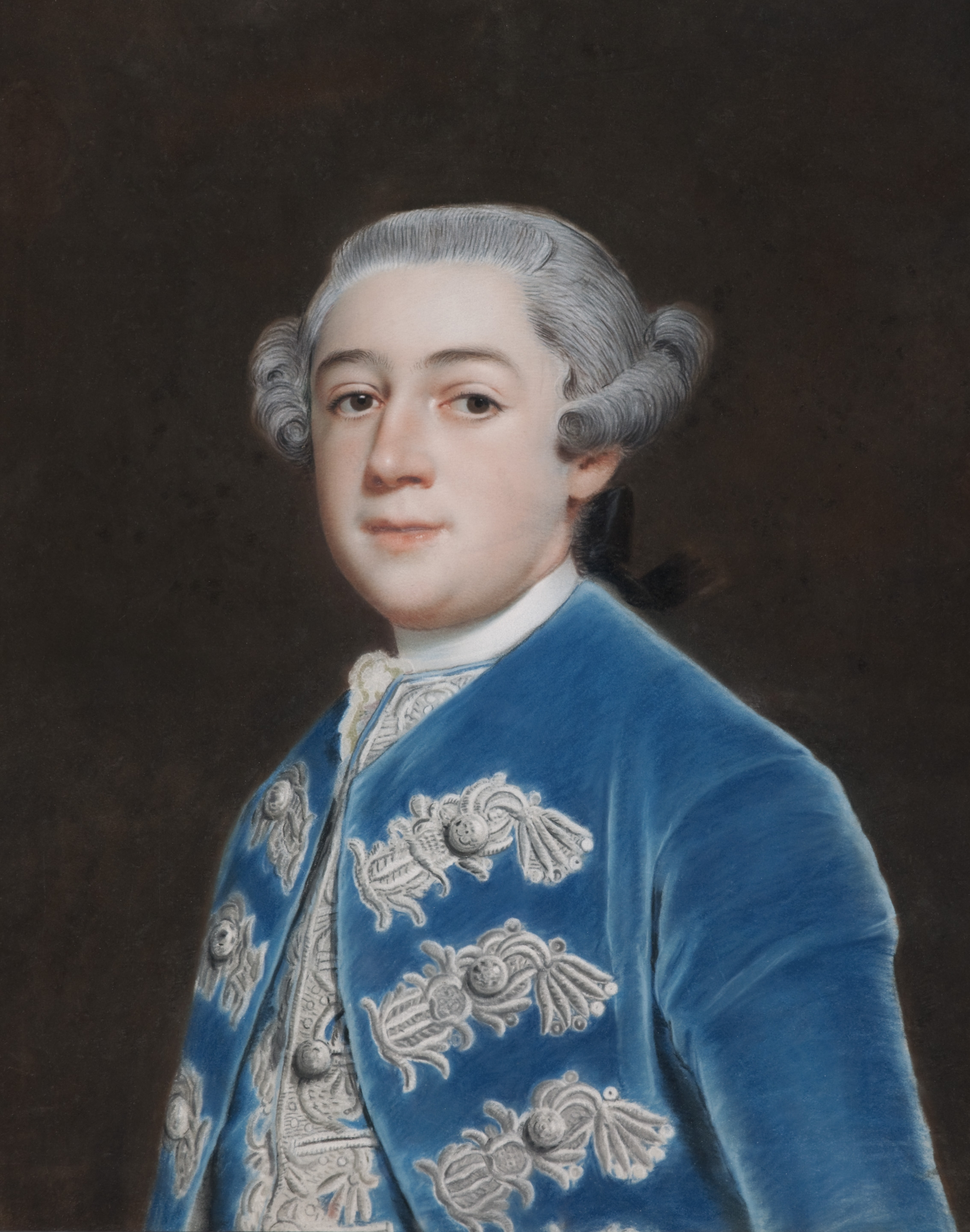
Porträt Leopold III. Friedrich Franz (Anhalt-Dessau). Gemälde, 1762

Folgende Gemälde aus dem Werk Lisiewskys werden besonders erwähnt:
- Porträt Paul Christian Zink (1755, Museum Leipzig)
- Albert Friedrich von Anhalt-Dessau (1763) (ehem. Dessau, Herzog v. Anhalt, heute Schloss Mosigkau)
- Bild einer anhaltinischen Prinzessin als Diana (gezeigt 1924 auf der Ausstellung in Dessau)
- Porträt des Matthias Leberecht Caspar Gleim, (1778, früher Freundschaftstempel im Gleimhaus in Halberstadt, heute verschollen)
- Porträt Franz Balthasar Schönberg von Brenkenhoff (um 1775; im später zerstörten Hohenzollernmuseum Schloss Monbijou in Berlin, heute Jagdschloss Grunewald)
- Porträt des Pastors C. F. Wilke in Cottbus (Märkisches Museum (Berlin))
- Reiter zu Pferde, Staatliche Sammlungen Dresden
- Porträt der Prinzessin Ulrike Sophie zu Mecklenburg (1780), Staatliches Museum Schwerin
- Porträt des Herzogs Friedrich zu Mecklenburg[-Schwerin] (1780), Staatliches Museum Schwerin
- Selbstporträt bei Kerzenlicht, Staatliches Museum Schwerin
- Friedrich der Große (1782), Berlin, Schloss Charlottenburg
- Leibarzt Benefeld (1789), Staatliches Museum Schwerin
- Rudolph Kaplunger (um 1790), Staatliches Museum Schwerin
- Charlotte Friederike zu Mecklenburg (1791), Staatliches Museum Schwerin

Die meisten Bilder Lisiewskys befinden sich in der Sammlung in Dessau, wo er neben 42 Gemälden auch Wanddekorationen in Form von Medaillons mit figürlichen Szenen, die sich an Vorbildern aus Pompeji orientierten, für das Schloss schuf. Weitere Bilder befinden sich in den öffentlichen Sammlungen von Museum De Lakenhal in Leiden, in der Amalienstiftung in Dessau, in Schloss Wörlitz und im Englischen Palais auf Schloss Peterhof bei St. Petersburg.